# Бусовача
Бусовача (босн. і хорв. Busovača) — місто у центральній частині Боснії і Герцеговини, у Середньобоснійському кантоні Федерації Боснії та Герцеговини, адміністративний центр громади Бусовача.
Під час Боснійської війни місто стало ареною запеклих боїв між Армією Республіки Боснії і Герцеговини та Хорватською радою оборони.